# Opération Chastise

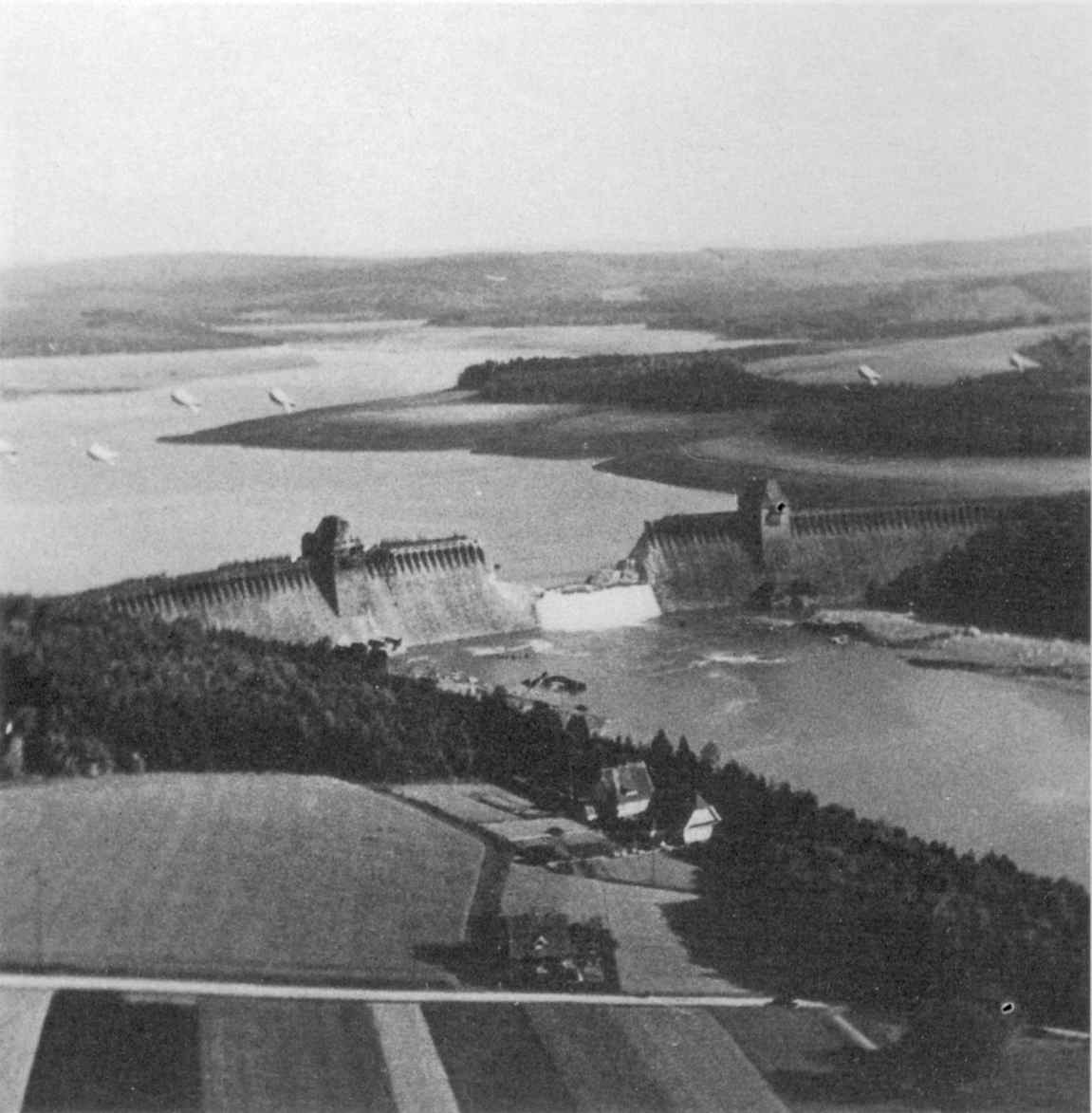
Barrage de Möhne après l'attaque.

 (février 2009).
Si vous disposez d'ouvrages ou d'articles de référence ou si vous connaissez des sites web de qualité traitant du thème abordé ici, merci de compléter l'article en donnant les références utiles à sa vérifiabilité et en les liant à la section « Notes et références ».
L'opération Chastise est le nom de code des attaques menées le 17 mai 1943 sur des barrages en Allemagne au cours de la Seconde Guerre mondiale. Cette opération fut menée par le No. 617 Squadron de la Royal Air Force, qui fut par la suite renommé les Dam-Busters (Les Briseurs de barrages). Pour réussir l'opération, il fallut utiliser une bombe tout spécialement conçue par l'ingénieur Barnes Wallis et fabriquée par l'entreprise Vickers.
Les attaques ont entraîné la mort de 1 294 civils, dont 749 prisonniers de guerre et ouvriers français, belges, néerlandais et ukrainiens.

## Plan britannique

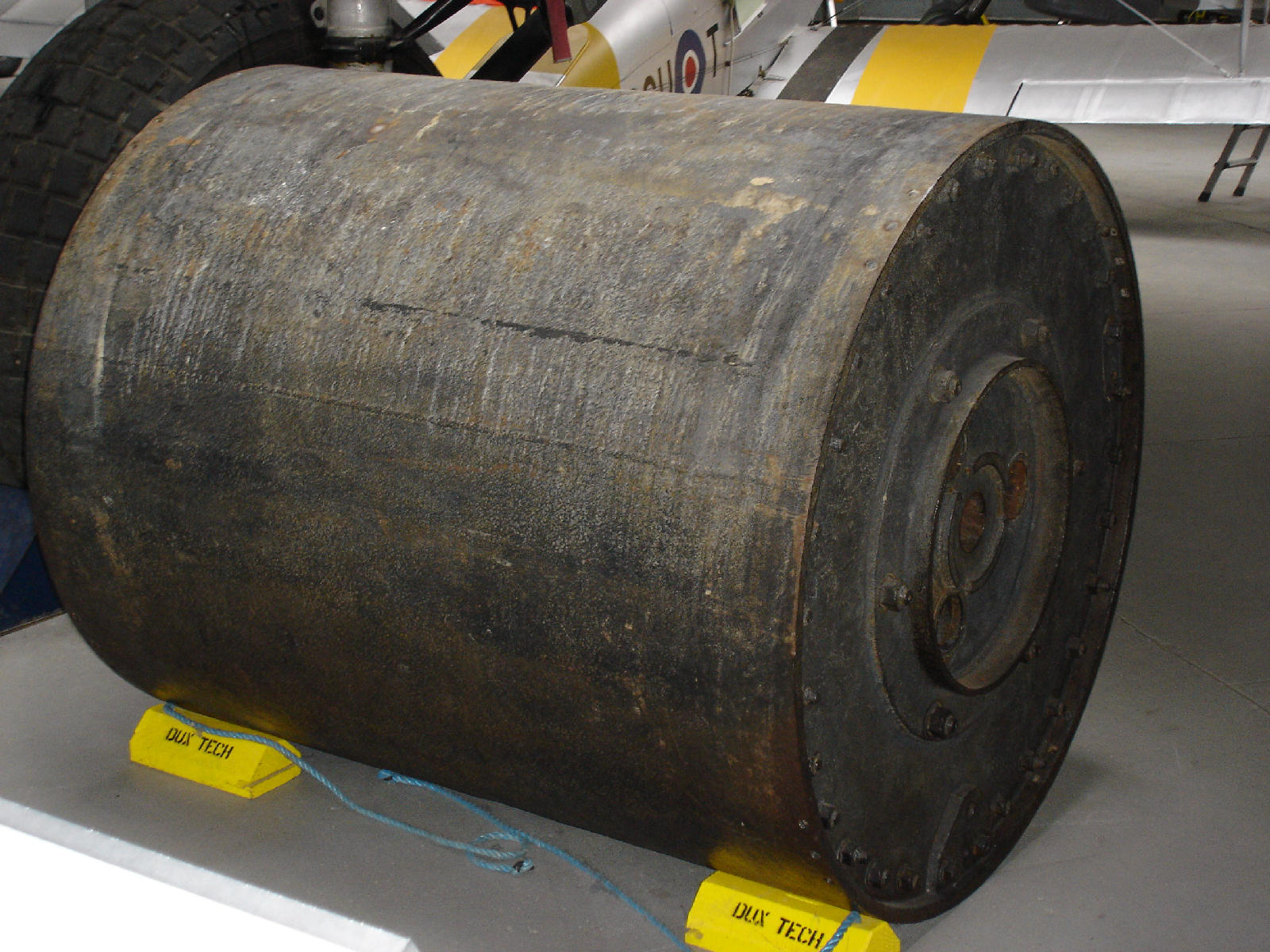
Un exemplaire original d'une bombe Upkeep visible à l'Imperial War Museum de Duxford.

Wallis, avionneur qui avait réalisé les Vickers Wellesley et Vickers Wellington, avait eu l’idée d’une bombe de dix tonnes lâchée de 40 000 pieds (12 200 m). Cependant, les essais avaient démontré que pour détruire un barrage sans un coup direct, une bombe suffisamment puissante serait trop lourde pour n'importe quel bombardier disponible. En revanche, une charge plus petite suffisait, à condition d'éclater sous la surface de l'eau, à proximité immédiate du barrage.
Encore fallait-il surmonter le problème des filets anti-torpilles, dont les principaux barrages allemands étaient pourvus afin d'éviter de telles attaques. Wallis eut l'idée d'une bombe en forme de tonneau, tournant rapidement en arrière (à plus de 500 tr/min) et qui, lâchée à basse altitude et à la bonne vitesse, rebondirait à la surface de l'eau. Une fois arrêtée par le mur du barrage, elle coulerait jusqu'à sa base pour exploser en faisant un maximum de dégâts. Après plusieurs essais, l'idée fut adoptée le 26 février 1943. Ce nouveau type de bombe fut baptisé Upkeep et Highball (en français : bombes rebondissantes). Les attaques sur les barrages devaient être lancées en mai de la même année lorsque le niveau de l'eau serait le plus élevé.
L'opération fut confiée au 5e groupe (en) du Bomber Command de la RAF qui dut former un escadron spécial pour cette mission. Initialement appelé le X-Squadron, il était dirigé par le Wing commander Guy Gibson, un vétéran ayant à son actif plus de 170 missions et constitué de 21 équipages choisis parmi le 5e groupe pour former ce nouvel escadron basé sur la base de la RAF de Scampton, à 8 km au nord de Lincoln dans le Lincolnshire.
Les cibles étaient les trois barrages principaux de la région de la Ruhr, ceux de Möhne, de Sorpe (en) et de l’Edertal. Les pertes d'énergie hydroélectrique seraient importantes mais la perte de la ressource en eau pour les industries et les villes aurait un bien plus grand effet.

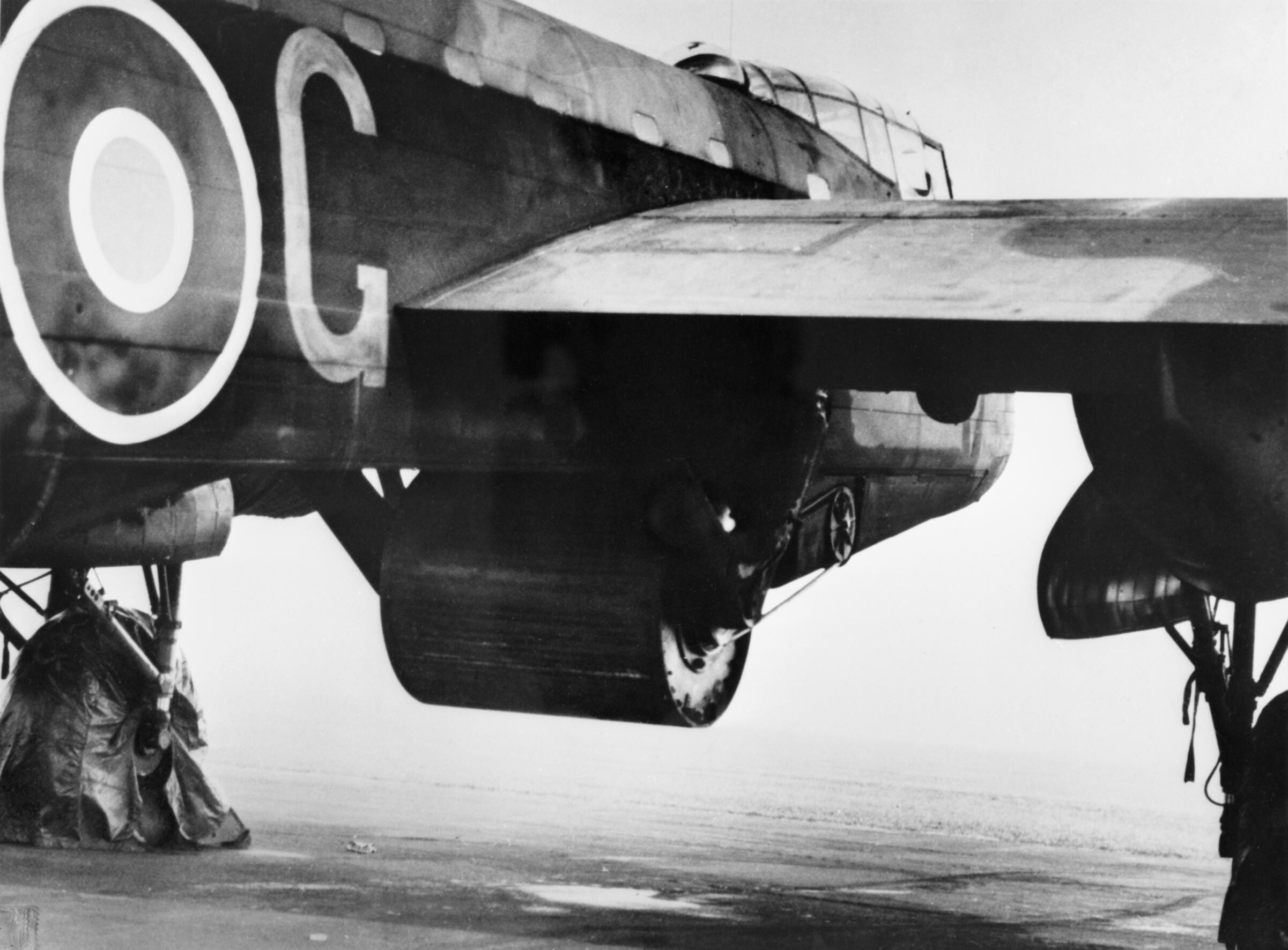
Position d'une bombe d'entraînement sous un des avions.

Les avions choisis étaient des Avro Lancaster Mk-III, type-464 Provisioning. Afin de réduire leur masse à vide, une grande partie de leur blindage fut enlevée, ainsi que la tourelle supérieure. La bombe et sa forme peu commune nécessitèrent le retrait de la porte de la soute à bombes et de ses accessoires car la bombe était accrochée sous le fuselage de l'avion, montée sur deux béquilles et reliée à un moteur électrique afin de lui donner sa vitesse de rotation initiale au moment du largage.

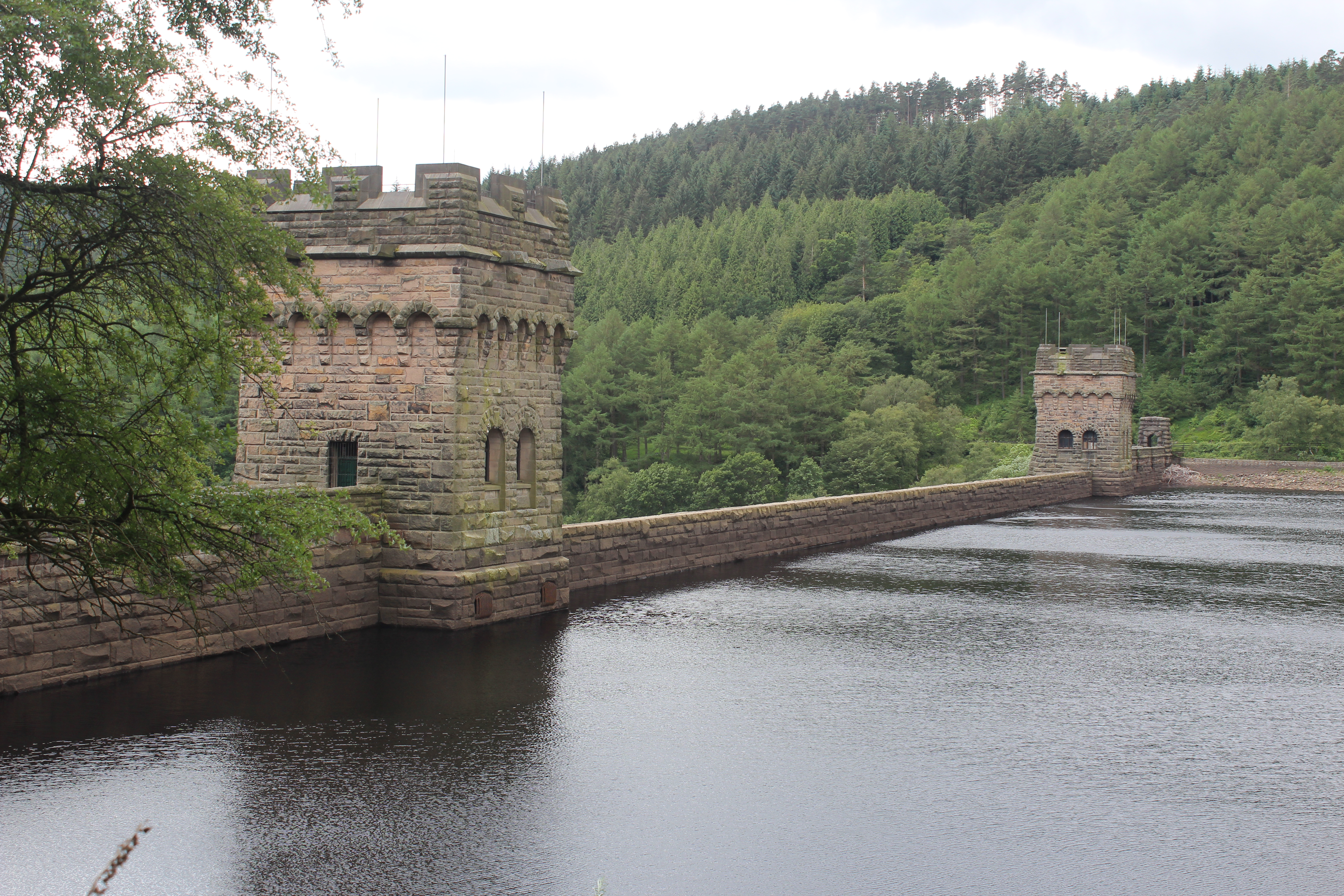
Réservoir de la Derwent où les essais ont été effectués.

Un bombardement à 18 m, à 390 km/h, à une distance très précise de la cible, nécessitait de choisir des équipages d'experts, s'entraînant intensivement aux vols de nuit en formation serrée à faible altitude, et de trouver des solutions à deux problèmes techniques : le premier était de savoir à quel moment l'avion se trouvait à la bonne distance de sa cible. Les barrages de Möhne et de l'Edersee avaient une tour à chacune de leur extrémité. Un dispositif de visée fut spécialement conçu (un dispositif en forme de fourche à deux pics qui représentait les tours indiquait, lorsque les tours et les pics coïncidaient, qu'il fallait lâcher la bombe. Le second problème était de mesurer l’altitude précise de l'avion (les altimètres barométriques habituels n'étaient alors pas très précis). Deux lampes furent ainsi montées, une sous le nez et l'autre sous le fuselage des avions, de sorte que leurs faisceaux se croisaient à 60 pieds (18 m) au-dessous de l'avion : lorsque le bombardier se trouvait à la hauteur idéale de largage, les deux spots ne formaient plus qu'un seul point lumineux à la surface de l'eau. Les équipages s'entraînèrent sur le barrage d'Eyebrook (en) dans le Leicestershire (construit en 1940 pour fournir en énergie l'aciérie de Corby), ainsi que sur le barrage de la Derwent dans le Derbyshire.
Les bombes furent livrées à l'escadron le 13 mai, après leurs essais finaux du 29 avril. Avec du beau temps en perspective, les pilotes, les navigateurs et les hommes chargés de la visée du bombardement furent mis au courant de leurs cibles le 15 mai et le reste des équipages le jour suivant.

## Les attaques

### Organisation
Les Lancaster étaient organisés en trois groupes :
- le no 1 avait pour cible principale la Möhne et pour cible secondaire le barrage d'Edersee pour ceux qui possèderaient encore une bombe après l'attaque de la Möhne. Il était composé de neuf avions répartis en trois groupes (pilotés par Gibson, Hopgood, Martin ; Young, Astell, Maltby ; Maudslay, Knight, et Shannon) ;
- le no 2 devait attaquer la Sorpe avec cinq avions (commandés par McCarthy, Byers, Barlow, Rice et Munro) ;
- le no 3 était un groupe mobile de réserve, qui décollerait deux heures plus tard pour attaquer les barrages non détruits ou, à défaut, ceux de Schwelm, de Ennepe et Diemel. Composé des cinq bombardiers (commandés par Anderson, Townsend, Brown, Ottley et Burpee), deux ne purent prendre part à cette mission pour cause de maladie.

Le PC se trouvait au quartier-général du groupe 5 à Grantham. Les noms de code (transmis en morse) renseignant le QG des avancées de la mission étaient Goner pour bombe lâchée, Nigger (en hommage au chien noir de Gibson qui mourut le 17 mai) pour la destruction de Möhne et Dinghy (canot en français, car Young a souvent fait amerrir son avion lors d'opérations précédentes) pour celle d'Edersee.

### Les vols d'approches

Cinématique des bombardements : la bombe rebondissante passe au-dessus des filets anti-torpilles.

Les vols se firent à une hauteur comprise entre 75  et   120 pieds (22 et 36 mètres) afin de passer sous la couverture des radars allemands. Les avions suivaient deux itinéraires qui évitaient soigneusement les points extrêmement bien défendus par la flak.
La formation no 1 arriva au-dessus de l'Europe continentale entre Walcheren et Schouwen-Duiveland, traversa les Pays-Bas, contournant les bases aériennes d'Eindhoven, de Gilze en Rijen ainsi que les dangereuses défenses de la Ruhr et tourna au nord afin d'éviter Hamm avant de prendre cap au sud en direction de Möhne. La formation 2, quant à elle, vola plus loin au nord, jusqu'à Vlieland dépassa le golfe de Zuiderzee avant de rejoindre le premier itinéraire près de Wesel et de voler au sud de Möhne en direction de Sorpe.
Les premiers avions, ceux de la formation 2 qui suivaient l'itinéraire plus au nord et plus long, décollèrent à 21 h 10. McCarthy eut une défaillance dans le système hydraulique de son avion et décolla à bord d'un avion de réserve vingt minutes plus tard. La formation 1 décolla sans encombre à 21 h 25.
Les premiers accidents survinrent lors de l'arrivée sur la côte hollandaise. C'est la formation 2 qui subit le plus de dégâts : l'avion de Munro perdit sa radio à cause de la flak et fit demi-tour au-dessus de Zuiderzee, celui de Rice volait trop bas et perdit sa bombe dans l'eau mais il put rentrer à la base. Les avions de Barlow et de Byers furent abattus peu après avoir franchi la côte hollandaise à Harderwijk. Seul l'avion de McCarthy survécut au passage des côtes de la Hollande. En ce qui concerne la formation 1, la seule perte recensée fut celle d'Astell, quelque part au-dessus de Roosendaal.

### L'attaque sur Möhne
La formation 1 arriva au-dessus du lac de Möhne et l'avion de Gibson (G pour George) bombarda le premier. Hopgood (M pour Mother) attaqua en deuxième. L'avion de Hopgood fut touché par la flak pendant qu'il se préparait à bombarder et fut ensuite soufflé par l'explosion de sa propre bombe ce qui le détruisit entièrement. Gibson amena alors volontairement son avion sous le feu de la flak afin de lui masquer l'arrivée de l'avion de Martin. Ce dernier, (P pour Peter (Popsie)) réussit à toucher sa cible malgré plusieurs impacts de la flak. Puis Young (A pour Apple) ainsi que Maltby (J pour Johnny) firent deux coups au but si bien que le barrage commença à céder. Gibson emmena alors Shannon, Maudslay et Knight sur l'Eder.

### L'attaque sur Eder
La vallée de l'Eder était fortement embrumée mais pas défendue. La topographie des collines environnantes rendait l'approche difficile et le premier avion, celui de Shannon, fit six passages avant de prendre une pause. Maudslay (Z pour le Zebra) essaya une passe de bombardement mais sa bombe heurta le dessus du barrage et l'avion fut soufflé par l'explosion de celle-ci. Shannon réessaya et réussit cette fois, à toucher le barrage puis la dernière bombe de la formation, celle de Knight, endommagea fortement à son tour le barrage.

### L'attaque sur Sorpe et Ennepe
McCarthy (T pour Tom) atteignit seul le barrage de Sorpe. C'était un barrage en terre qui devait être plus facile à détruire que les précédents, construits en béton armé. En dépit de la brume et des collines mal placées, McCarthy fit coup au but mais cela n'entraîna pas la rupture du barrage. Trois des avions de réserve furent alors dirigés vers Sorpe. Burpee (S pour le Sugar) n'atteignit jamais le barrage. Brown (F pour Freddy) l'atteignit et, malgré une brume encore plus épaisse, réussit à lâcher sa bombe mais elle ne détruisit pas le barrage. Anderson (Y pour Yorker) arriva le dernier mais la brume était trop dense pour qu'il puisse être efficace. Les deux avions restants furent envoyés sur des cibles secondaires, Ottley (C pour Charlie) fut abattu en chemin tandis que Townsend (O pour Orange) bombarda avec succès le barrage de l'Ennepe.

### Le vol de retour
Sur le chemin du retour, les avions volèrent encore à la cime des arbres. Un autre avion fut perdu, celui de Young, qui fut abattu par la flak et s'écrasa dans la mer au large des côtes de la Hollande.

## Liste des avions britanniques
| Désignation de l'appareil | Commandant      | Barrage bombardé  | Notes |
| Première vague            | Première vague  | Première vague    | Première vague |
| ------------------------- | --------------- | ----------------- | --- |
| G George                  | WGCDR Gibson    | Möhne             | Leader du raid. Sa bombe explose près du barrage. Il utilise son avion pour attirer le feu de la DCA et faire oublier les autres avions. |
| M Mother                  | FLTLT Hopgood   | Möhne             | Touché par la DCA, sa bombe rebondit au-dessus du barrage et l'avion est abattu lorsqu'il passe au-dessus de sa cible après l'attaque.   |
| P Peter (Popsie)          | FLTLT Martin    | Möhne             | Sa bombe ne touche pas le barrage. |
| A Apple                   | SN Young        | Möhne             | La bombe atteint son objectif et provoque une petite brèche dans le barrage. Abattu au large de la côte néerlandaise.                    |
| J Johnny                  | FLTLT Maltby    | Möhne             | La bombe touche le barrage et lui cause de gros dommages.                                                                                |
| L Leather                 | FLTLT Shannon   | Eder              | La bombe touche le barrage sans effets.                                                                                                  |
| Z Zebra                   | SN Maudsley     | Eder              | La bombe dépasse le barrage. Abattu en Allemagne.                                                                                        |
| N Nut                     | PO Knight       | Eder              | La bombe touche le barrage et crée une large brèche.                                                                                     |
| B Baker                   | FLTLT Astell    | Aucun             | Il s'écrase après avoir touché des lignes à haute tension.                                                                               |
| Deuxième vague            |                 |                   | |
| T Tommy                   | FLTLT McCarthy  | Barrage de Sorpe  | Sa bombe touche le barrage sans effet.                                                                                                   |
| E Easy                    | FLTLT Barlow    | Aucune            | Il s'écrase après avoir touché des lignes à haute tension.                                                                               |
| K King                    | PO Byers        | Aucune            | Abattu au-dessus du territoire néerlandais.                                                                                              |
| H Harry                   | PO Rice         | Aucune            | En survolant un canal, l'avion percute la surface de l'eau. La bombe est arrachée et perdue. Il retourne à la base.                      |
| W Willie                  | FLTLT Munro     | Aucune            | Endommagé par la Flak (DCA) au-dessus de la Hollande : radio et intercom détruits. Fait demi-tour sans attaquer.                         |
| Troisième vague           |                 |                   | |
| Y York                    | FLTSGT Anderson | Barrage de Lister | Il ne réussit pas à trouver le barrage à cause de la brume.                                                                              |
| F Freddy                  | FLTSGT Brown    | Barrage de Sorpe  | Sa bombe touche le barrage sans effet.                                                                                                   |
| O Orange                  | FLTSGT Townsend | Barrage d'Ennepe  | Idem. |
| S Sugar                   | PO Burpee       | Aucune            | Abattu au-dessus des Pays-Bas. |
| C Charlie                 | PO Ottley       | Aucune            | Abattu au-dessus de l’Allemagne. |

## Après le raid

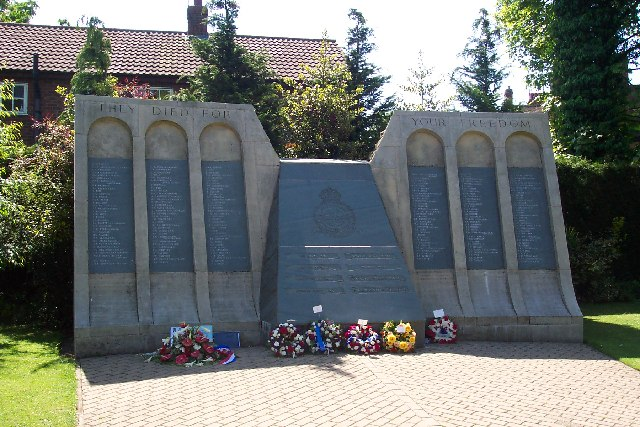
617 Squadron Dambusters Memorial, Woodhall Spa, Lincolnshire. L’escadron Dambusters était basé à proximité

En tout, 53 des 133 membres d'équipage furent tués, trois sautèrent en parachute et furent faits prisonniers. Trente-quatre survivants furent décorés le 22 juin au palais de Buckingham. Guy Gibson reçut notamment la croix de Victoria, cinq autres reçurent l'ordre du Service distingué, dix la Distinguished Flying Medal et deux la Conspicuous Gallantry Medal.
Les estimations initiales des pertes allemandes dues aux inondations étaient de 1 294 tués, dont 749 prisonniers de guerre et ouvriers français, belges, néerlandais et ukrainiens,. Des estimations ultérieures évaluent le nombre de morts dans la vallée de la Möhne à environ 1 600, y compris des personnes qui se sont noyées dans la vague de crue en aval du barrage.
Après une campagne de propagande aux États-Unis, Gibson retrouva son service opérationnel. Il fut tué avec son navigateur James Warwick lors d'une mission au-dessus de Steenbergen aux Pays-Bas en septembre 1944. Il était à bord d'un chasseur bombardier rapide Mosquito et dirigeait les vagues de bombardiers qui devaient effectuer une attaque dans le secteur, son code d'appel radio était « Master Bomber » ; il a été abattu par la flak.
Après ce raid contre des barrages, l'escadron 617 fut conservé tel quel en tant qu'unité spécialisée. Son blason fut modifié avec les mentions « on a roundel, a wall in fesse, fracted by three flashes of lightning in pile and issuant from the breach, water proper » et sa devise devint « Après moi le déluge » (en français dans le texte). L'escadron participa plus tard aux bombardements utilisant les autres bombes spéciales de Wallis (Tallboy et Grand Slam), en utilisant un système de visée avancé permettant le bombardement de petites cibles avec une précision bien meilleure qu'auparavant. Cet escadron est toujours en activité aujourd'hui.

## Impacts du raid sur le déroulement de la guerre

### D'un point de vue tactique
Les lacs de Möhne et d'Eder déversèrent près de 330 millions de m3 d'eau dans la région occidentale de la Ruhr. Des mines furent inondées et des maisons, des usines, des routes, des chemins de fer et des ponts détruits jusqu'environ 80 km en aval des barrages. Il était estimé qu'avant le 15 mai 1943 la production d'eau douce de cette région était d'1 million de m3 ; elle diminua de 75 % après ce raid. 1 294 personnes furent tuées, dont 749 prisonniers de guerre ukrainiens et français enfermés dans un camp juste au-dessous du barrage d'Edersee. Après cette opération Barnes Wallis écrivit : « I feel a blow has been struck at Germany from which she cannot recover for several years » (« Je pense que l'Allemagne a reçu un si grand coup qu'elle ne pourra pas se remettre avant plusieurs années »).
Cependant, si on effectue une inspection plus minutieuse des résultats, l'opération Chastise n'a pas eu l'effet militaire escompté. Le 27 juin, le rendement maximal de distribution d'eau potable fut retrouvé, et ce grâce à un système de pompage de secours inauguré l'année précédant le raid. La production d'électricité retrouva elle aussi, dans de brefs délais, son niveau d'avant l'attaque. Ce raid s'est avéré coûteux en vies humaines (plus de la moitié des victimes étaient des prisonniers de guerre alliés), et n’eut que des effets mineurs sur les industries de la Ruhr. Au niveau psychologique, les images de barrages détruits eurent un effet positif sur le moral des Alliés, particulièrement les Britanniques, qui souffraient sous les bombes allemandes depuis 1940.

### D'un point de vue diplomatique
Un des motifs qui conduisirent à préparer ce raid était de persuader Staline que le Royaume-Uni était capable d'être un allié efficace pouvant mener des attaques contre l'Allemagne. L’URSS était encore dans une position très grave en 1943, mais avant que les préparations pour ce raid fussent achevées, elle trouva la capacité en novembre 1942 de commencer sa contre-offensive (voir l'opération Uranus) sur le Don et la Volga.
Ce raid contre les barrages permit à Winston Churchill, dans les négociations avec les chefs des Alliés, de montrer que l'Allemagne nazie n'était pas invincible et que les Britanniques étaient des alliés sur lesquels on pouvait compter. Bien que Churchill eût tout le soutien de Franklin Delano Roosevelt, beaucoup de militaires américains étaient en effet peu enclins à considérer l'expérience et les capacités militaires britanniques avec tous les honneurs qui leur étaient dus.

### D'un point de vue stratégique
Comme beaucoup d'autres raids aériens, le raid sur ces barrages avait aussi pour objectif d'immobiliser sur le sol allemand des éléments défensifs, en les empêchant de se rapprocher du front, une politique à son paroxysme lors des raids sur Berlin de l'hiver 1943–44. En mai 1943, ceci empêcha la Luftwaffe et la flak de se déployer en grand nombre sur le front russe, et permit aussi de laisser le ciel libre pour le Jour J en juin 1944[réf. nécessaire].

### Filmographie
- Les Briseurs de barrages de Michael Anderson en 1955.
- Sur l'opération Chastise, réalisé sur le simulateur de vol IL2.